# Boxcar Willie
 (février 2013).
Si vous disposez d'ouvrages ou d'articles de référence ou si vous connaissez des sites web de qualité traitant du thème abordé ici, merci de compléter l'article en donnant les références utiles à sa vérifiabilité et en les liant à la section « Notes et références ».
Lecil Travis Martin ou sous son nom de scène "Boxcar Willie", (né le 1er septembre 1931 et mort le 12 avril 1999), est un chanteur de musique country et bluegrass, dans le style des "hobo" américains. Le nom de Boxcar Willie est apparu dans une chanson qu'il a composée ; il a ensuite adopté ce nom.

## Biographie
Né à Sterratt, dans l'état américain du Texas. il rejoint l'armée de l'air des États-Unis d'Amérique en 1949 et sert comme pilote, ainsi que mécanicien à bord des bombardiers B29 pendant la guerre de Corée au début des années 1950. 
Il commence sa carrière musicale à San José en Californie, mais étant toujours membre des forces aériennes, il ne joue de la musique que durant son temps libre. Toutefois, en 1976, il quitte l'armée de l'air pour devenir musicien à temps plein. Il devient peu à peu un chanteur reconnu, surtout sur la scène country aux États-Unis, vendant plus de cent millions d'enregistrements (en disques vinyles, cassettes audio et CD). En 1985, il ouvre le théâtre Boxcar Willie à Branson dans le Missouri, ainsi que deux motels.
Il meurt d'une leucémie à l'âge de 67 ans.

## Discographie
- Boxcar Willie (1976)
- Daddy Was A Railroad Man (1978)
- Boxcar Willie Sings Hank Williams And Jimmie Rodgers (1979)
- Take Me Home (1980)
- King of the Road (1981)
- Last Train to Heaven featuring Lee Gentry (1982)
- Best of Boxcar, Vol. 1 (1982)
- ...Not the Man I Used to Be (1983)
- Boxcar Willie (1986)
- Tear Jerkin' Heart Breakin' Hillbilly Songs (1992)